# Rhampholeon boulengeri
Rhampholeon boulengeri är en ödleart som beskrevs av  Franz Steindachner 1911. Rhampholeon boulengeri ingår i släktet Rhampholeon och familjen kameleonter. Inga underarter finns listade i Catalogue of Life.